# Targanice
Targanice (do 1964 Targanica) – wieś w Polsce położona w województwie małopolskim, w powiecie wadowickim, w gminie Andrychów.
Integralne części wsi Targanice: Bagna, Beskid, Chomlówka, Dział, Farówka, Francja, Gierkówka, Górka, Kamieniec, Koczurówka, Koło Gościńca, Lanckorona, Nowa Wieś, Pod Jawornicą, Pod Puszczą, Potok, Rysiówka, Targanice Dolne, Targanice Górne, Wawrzynówka.

## Położenie
Miejscowość położona jest w granicach trzech sołectw gminy Andrychów: Targanice – Targanice Górne, Brzezinka – część Targanic Dolnych, Sułkowice-Łęg – część Targanic Dolnych od strony miasta Andrychowa.
Wieś znajduje się w Beskidzie Andrychowskim. Leży na południe od Andrychowa, w dolinie rzeki Targaniczanki. Biegnie przez nią droga z Andrychowa przez Przełęcz Kocierską do Żywca.
Znajduje się tutaj jedno z pięciu stanowisk Skałek Andrychowskich.

## Historia
Początki osadnictwa sięgają XIII i XIV w. Pierwszymi osadnikami byli Wołosi.
We wsi znajduje się miejsce zwane Francją – to właśnie tam według legendy mieli obozować żołnierze napoleońscy wycofujący się spod Moskwy.
Do 1790 r. Targanice i sąsiednie Sułkowice stanowiły jedną całość, znane były pod nazwą „Sulichowice”. Podział spowodowany był sprzedażą części gruntów żywieckim Habsburgom. Pozostawali oni właścicielami ziem w tych okolicach do 1945 r. W XIX w. rozwijało się tu tkactwo i kamieniarstwo.
W latach 1975–1998 miejscowość administracyjnie należała do województwa bielskiego.

## Religia
Na terenie wsi działalność duszpasterską prowadzi Kościół Rzymskokatolicki (parafia Nawiedzenia NMP).

## Przyroda i turystyka
W Targanicach rośnie duża lipa drobnolistna, to drzewo o obwodzie 756 cm, wiek ocenia się na 350 lat.
Przez Targanice przebiega szlak turystyczny:
 – z Targanic przez Trzonkę na Złotą Górkę,
 – z Targanic przez Jawornicę na Potrójną.
W Targanicach znajdują się gospodarstwa agroturystyczne.

## Odznaczenia
- Krzyż Partyzancki (1979)[10].

## Galeria zdjęć

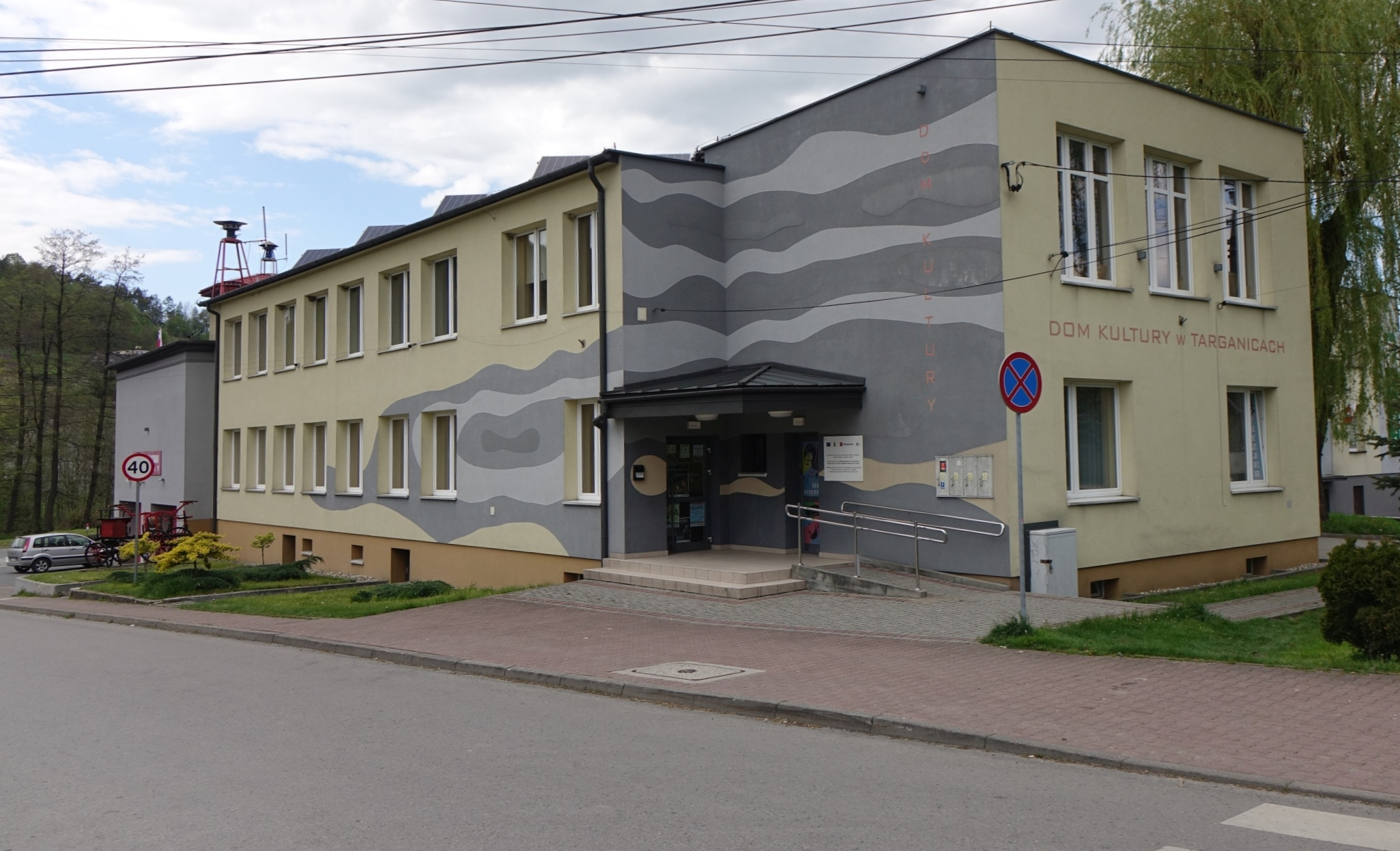
Dom Kultury
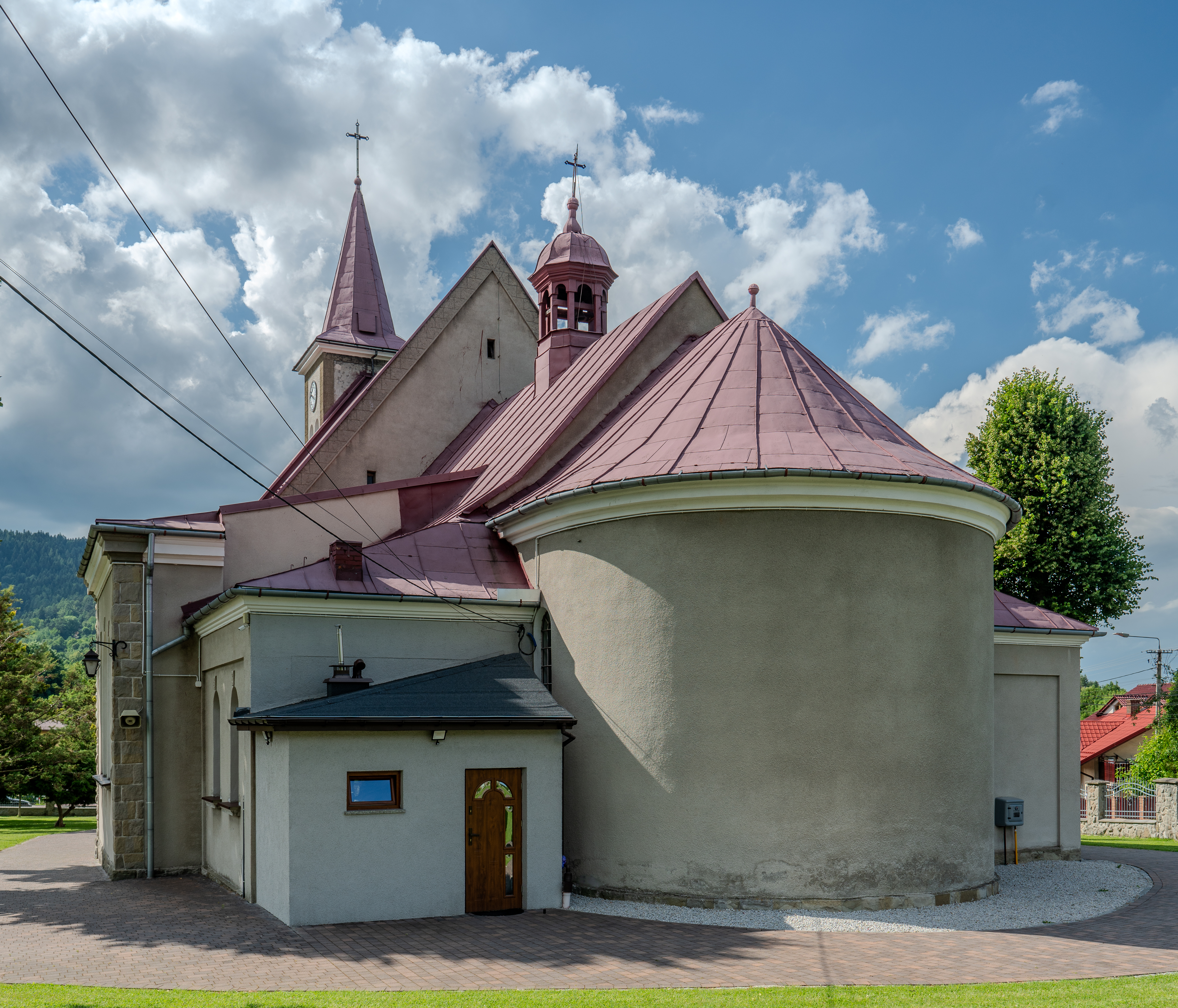
Kościół pw. Nawiedzenia NMP z 1929 r.
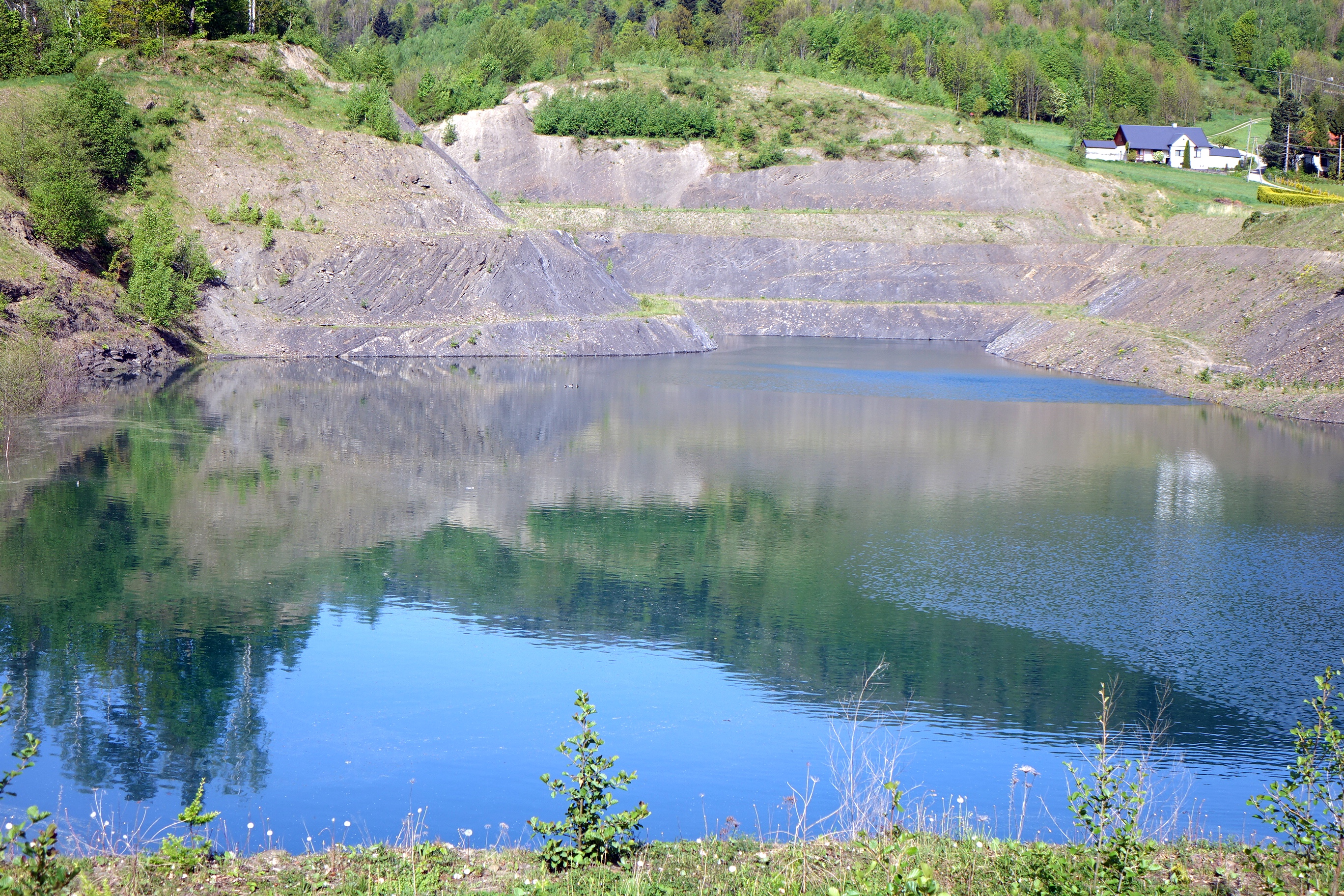
Kamieniołom